# Academia de Gundeshapur
La Academia de Gundeshapur (en persa: فرهنگستان فرهنگستان, Farhangestân-e Gondišâpur), también conocida como Universidad de Gundeshapur ( دانشگاه Dânešgâh-e Jondišapur), fue uno de los tres centros de educación sasánida (Ctesifonte, Resaina, Gundeshapur) y academia de aprendizaje de la ciudad de Gundeshapur, en el actual Irán, durante la antigüedad tardía, convirtiéndose en el centro intelectual del Imperio sasánida. Ofrecía educación y formación en medicina, filosofía, teología y ciencias. La facultad estaba versada en las tradiciones persas. Según The Cambridge History of Iran, fue el centro médico más importante del mundo antiguo durante los siglos VI y VII.
Bajo la dinastía Pahlavi, la herencia de Gundeshapur fue conmemorada con la fundación de la Universidad de Jondishapur y su institución gemela, la Universidad de Ciencias Médicas de Jondishapur, cerca de la ciudad de Ahvaz en 1955. Después de la revolución de 1979, la Universidad de Jondishapur pasó a llamarse Universidad Shahid Chamran de Ahvaz en 1981 en honor de Mostafá Chamrán. Recientemente ha sido rebautizada como la Universidad de Ciencias Médicas Ahvaz Jundishapur.